# Eresia eunice
Espèce
Eresia eunice est une espèce d'insecte lépidoptère de la famille des Nymphalidae, de la sous-famille des Nymphalinae, tribu des Melitaeini, et sous tribu des Phyciodina et du genre Eresia. C'est l'espèce type pour le genre.

## Dénomination
Eresia eunice a été décrit par Jacob Hübner en 1807 sous le nom de Nereis fulva eunice avant d'en faire une espèce sous le nom initial de  Nereis eunice.

### Synonyme
- Nereis eunice Protonyme

### Taxinomie
Sous-espèces .
- Eresia eunice eunice; présent en Guyane,  en Guyana, au Surinam, en Colombie, au Brésil et au Pérou.

Synonymie pour cette sous-espèce
Phyciodes eunice (Higgins, 1981);
Phyciodes eucrasia (Zikán, 1937)
Phyciodes eunice homogena (Bryk, 1953)
Phyciodes eunice eunice (Hall, 1929)
Eresia olivencia (Röber, 1913) 
- Eresia eunice drypetis (Godman & Salvin, 1878) ; présent à Panama et en Colombie.

Synonymie pour cette sous-espèce
Eresia drypetis (Godman & Salvin, 1878)
Phyciodes mechanitis daguana (Bargmann, 1928)
Phyciodes eunice drypetis (Hall, 1929) 
Eresia eunice olivencia (Higgins, 1981)
- Eresia eunice esora Hewitson, [1857] ; présent en Équateur, au Paraguay, dans le nord de l'Argentine et au Brésil.
- Eresia eunice gudruna Röber, 1913; au Brésil et au Pérou.
- Eresia eunice klagesii (Weeks, 1906); au Venezuela.
- Eresia eunice mechanitis Godman & Salvin, 1878; présent au Nicaragua, au Costa Rica et à Panama.
- Eresia eunice polymnia (Röber, 1913); présent en Colombie
- Eresia eunice ssp. au Pérou[2].

### Nom vernaculaire
Eresia eunice se nomme  Eunice Crescent en anglais

## Description
Eresia eunice est un papillon d'une envergure autour de 50 mm, aux ailes antérieures arrondies et allongées, au dessus orange à la base, bordé et orné de noir. les ailes antérieures présentent un apex marron, une bande de taches jaunes, une bande marron et une partie basale orange marquée de taches marron. Les ailes postérieures, de couleur orange, ont une bordure noire ponctuée de tirets blancs, une bande de taches noire et une seconde bande noire basale.
Le revers est plus clair avec la même ornementation aux contours plus flous.

## Biologie

### Plantes hôtes
Les plantes hôtes de sa chenille sont des Fittonia.

## Écologie et distribution
Eresia eunice est présent au Nicaragua, au Costa Rica, à Panama, en Guyane,  en Guyana, au Surinam, au Paraguay, en Colombie, au Venezuela, en Équateur, au Paraguay, dans le nord de l'Argentine au Brésil et au Pérou.

### Biotope
Eresia eunice réside en lisière de forêt et en bordure de routes.

### Protection
Pas de statut de protection particulier.